# Meno Haas
Meno Haas (* 30. Mai 1752 in Hamburg; † 16. Oktober 1833 in Berlin) war ein deutscher Kupferstecher.

## Leben

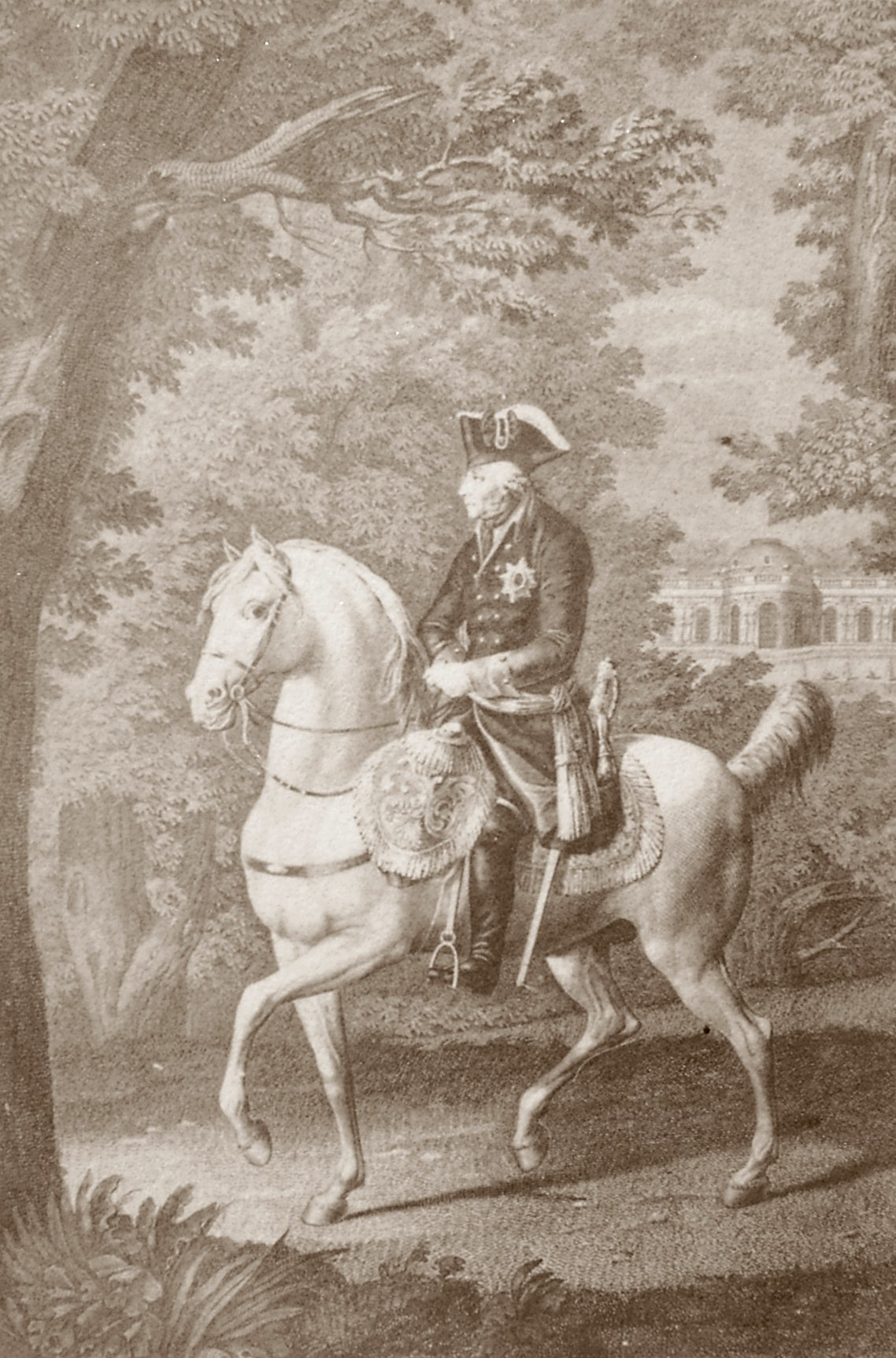
Friedrich II. zu Pferde von Meno Haas

Haas war Sohn des Kupferstechers Jonas Haas. Er erlernte das Handwerk bei seinem Vater und bei Johann Martin Preissler in Kopenhagen. Als Student der Königlich Dänischen Kunstakademie erhielt er seitens der Akademie 1772 und 1774 die silberne Medaille. Er ging nach Paris und wurde 1782 Schüler von Nicolas de Launay. 1786 erhielt er einen Ruf nach Berlin, um dort die Gemälde der königlichen Galerie zu stechen. Er stellte seit 1787 auf den Ausstellungen der
Preußischen Akademie der Künste aus und wurde 1793 in Anerkennung für seinen Stich Der deutsche Fürstenbund nach dem Gemälde von Bernhard Rode in die Akademie als Mitglied aufgenommen. Auch seine Brüder Peter und Georg Haas wurden bekannte Kupferstecher.